# Tossalet Roig
El Tossalet Roig és una muntanya de 146 metres que es troba al municipi d'Alcarràs, a la comarca catalana del Segrià.